# Renault Type TG
Der Renault Type TG war eine Pkw-Modellreihe des französischen Automobilherstellers Renault aus der Zeit vor dem Zweiten Weltkrieg. Zu dieser Modellreihe gehörten:
- Renault Nervastella (1929–1937)
- Renault Nervahuit (1930–1931)
- Renault Nervasport (1932–1935)